# Elapsopis
Elapsopis is een geslacht van straalvinnige vissen uit de familie van slangalen (Ophichthidae).

## Soorten
- Elapsopis cyclorhinus Fraser-Brunner, 1934
- Elapsopis versicolor Richardson, 1848